# 인텔 8008

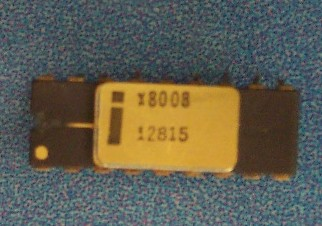
인텔 8008 마이크로프로세서

인텔 8008(Intel 8008)은 1972년 인텔이 출시한 초기 마이크로프로세서이다. 1201이라는 코드네임으로 개발된 8008은 애초에 CTC(Computer Terminal Corporation) 사의 Datapoint 2200 터미널에 사용될 목적으로 설계되었으나, 설계가 늦게 완료되었고 CTC의 요구사항을 만족시키지 못했기 때문에 실제로 사용되지는 않았다. 인텔과 CTC사의 계약 때문에 인텔은 8008을 CTC 외의 다른 고객에게 판매할 수 있었다.
8008의 초기 버전은 0.5MHz로 작동하였고, 이후 0.8MHz로 업그레이드되었다. 초당 명령 수행 성능은 4 비트의 4004나 4040에 비해 느렸지만, 8008은 한번에 8비트의 데이터를 처리하였으므로 두 배의 램 접근 성능을 갖고 있어 실제 성능은 4 비트 칩에 비해 3배에서 4배에 달했다.
8008과 이후의 인텔 CISC CPU들은 CTC의 설계에 많은 영향을 받았다.
8008은 한 개의 8 비트 버스를 가지고 있었고, 대단히 복잡한 외부 서포트 회로를 필요로 했다. 예를 들어 14비트 메모리 주소는 외부 회로를 통해 메모리 주소 레지스터(MAR)에 따로 저장되어야 했다. 8008은 8개의 입력 포트와 24개의 출력 포트를 가지고 있었다.
8008은 제어용이나 CRT 터미널 용으로는 적절한 디자인이었지만, 다른 용도로 사용하기에는 너무 어려웠다. 초기의 몇몇 컴퓨터는 이 디자인에 기반하여 설계되었지만, 대부분은 이후의 발전된 8080을 바탕으로 하였다.
8008 계열은 MCS-8이라는 이름으로도 알려져 있다.